# Істанбулспор
Істанбулспор (тур. İstanbulspor) — турецький футбольний і спортивний клуб, заснований студентами Стамбульського ліцею в 1926 році. У сезоні 2004-2005 років залишив Турецьку суперлігу та перейшов до ТФФ Першої ліги. Протягом багатьох десятиліть Істанбулспор був четвертим найвідомішим і найрозвиненішим професійним футбольним клубом зі Стамбулу після Бешікташу, Галатасараю й Фенербахче. Після купівлі сім'єю Узань у 1990 році він був повернений уряду і перепроданий третім компаніям.
Найбільшим успіхом клубу є титул чемпіона Туреччини, завойований 1934 року.

## Історія
4 січня 1926 року Істанбулспор був заснований Кемалєм Галімом Гюргеном і студентами Стамбульського ліцею. Він був одним з перших спортивних клубів турецького республіканського періоду. У сезоні 1931—1932 «Істанбулспор» виграв як футбольну лігу Стамбула, так і турецький чемпіонат з футболу.

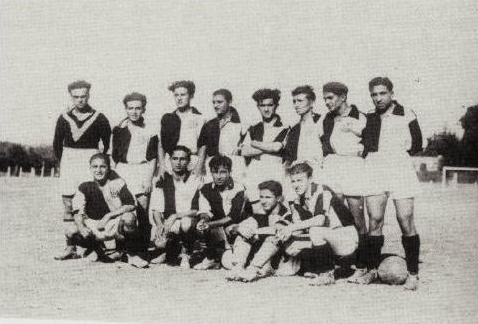
Істанбулспор в сезоні 1931—1932 років

До 1990 року клубом керував фонд Стамбульського ліцею. Протягом цього періоду Істанбулспор кілька разів залишав і просувався до вищого дивізіону Туреччини. Крім того, він грав на аматорському рівні протягом двох сезонів з 1979 року. У 1984 році клуб був відправлений до третьої ліги. У 1990 році Узан Холдінг, очолюваний турецьким бізнесменом Джемом Узаном, купив клуб і перетворив його на стамбульську корпорацію İstanbulspor A.Ş.. Після цього, Істанбулспор фінансується сім'єю Узань і повертається до вищої ліги в 1995 році. Істанбулспор знову став одним з найуспішніших турецьких футбольних клубів, оскільки вони досягли четвертого місця в сезоні 1997-98 і грали в Кубку УЄФА. Але сім'я Узань перестала підтримувати Істанбулспор у 2001 році. Через це Істанбулспор впав у фінансову кризу, а у сезоні 2002—2003 став дев'ятим.
Врешті-решт, у 2003 році турецький уряд перейняв фінансово зруйнований клуб. Тим не менш, Істанбулспор залишив вищу лігу в сезоні 2004—2005 років. У 2006 році уряд Істанбулспорту був перепроданий колишньому турецькому гравцеві Саффету Санджакли та його компанії Marmara Spor Faaliyetleri San. ve Tic. A.Ş. за 3 250 000 доларів США. У 2007 році турецький бізнесмен Омер Саріаліоглу купив клуб у Саффета Санджакли. Істанбулспор намагався уникнути вильоту в останні два сезони. Істанбулспор уникнув вильоту з сезону в сезоні 2008—2009 після того, як зайняв шосте місце у Третій групі. Тим не менш, Істанбулспор закінчив сезон у Другій групі 2-ї ліги наступного сезону як другий з кінця і був остаточно відправлений до Третьої ліги, що є четвертим рівнем турецької футбольної системи. Вони грали в плей-офф на просування в сезонах 2012—2013 і 2013—2014, але не змогли досягти успіху. Істанбулспор нарешті просунувся до Другої ліги, після поразки Зонгулдакспора і Чорум Беледієспора в плей-офі сезону 2014—2015 рр.

## Кольори і лого
Кольори Істанбулспору є жовтими і чорними, які є кольорами Стамбульського ліцею. Також білий прийнято як третій колір, але це не є офіційним. Представивши Туреччину в міжнародному змаганні, Істанбулспор отримав привілей користуватися турецьким прапором у його гербі, розташованому у верхньому лівому куті. Герб Стамбульського ліцею розміщено посередині.

## Участь у чемпіонатах
- Суперліга (вища ліга) (23): 1958—1967, 1968—1972, 1995—2005
- ТФФ Перша ліга (14): 1967—1968, 1972—1975, 1981—1984, 1992—1995, 2005—2008, з 2017
- TFF Друга ліга (15): 1975—1979, 1984—1992, 2008—2010, 2015—2017
- TFF Третя ліга (5): 2010—2015
- Турецька регіональна аматорська ліга (2): 1979—1981

## Участь у єврокубках
Кубок УЄФА/Ліга Європи:
| Сезон   | Раунд | Клуб             | Вдома | На виїзді | Разом   |
| ------- | ----- | ---------------- | ----- | --------- | ------- |
| 1998–99 | Q2    | Арджеш (Пітешть) | 4–2   | 0–2       | 4–4 (ч) |

Кубок Інтертото УЄФА:
| Сезон | Раунд         | Клуб                | Вдома | На виїзді | Разом |
| ----- | ------------- | ------------------- | ----- | --------- | ----- |
| 1997  | Груповий етап | Універсітате (Рига) | Н/Д   | 5–1       | 1-ше  |
| 1997  | Груповий етап | Вашаш               | 2–0   | Н/Д       | 1-ше  |
| 1997  | Груповий етап | Вердер              | Н/Д   | 0–0       | 1-ше  |
| 1997  | Груповий етап | Естерс              | 3–2   | Н/Д       | 1-ше  |
| 1997  | Півфінал      | Ліон                | 2–1   | 0–2       | 2–3   |

## Досягнення

### Європейські кубки
- Кубок Інтертото

Півфіналіст (1): 1997

### Місцеві змагання
- Чемпіонат Туреччини з футболу

Чемпіон (1): 1932
- ТФФ Перша ліга

Чемпіон (1): 1967—1968
Віце-чемпіон (1): 1994—1995
- ТФФ Друга ліга

Чемпіон (2): 1991—1992, 2016—2017
- ТФФ Третя ліга

Чемпіон (1): 2014—2015

### Регіональні змагання
- Стамбульська футбольна ліга

Чемпіон (1): 1931—1932
- Стамбульский щит

Володар (1): 1931—1932
- Друга стамбульська футбольна ліга

Чемпіон (1): 1926—1927

### Інші
- Кубок Спор Тото

Володар (1): 1970—1971
- Кубок TSYD

Володар (2): 1996, 2000

## Склад команди
За станом на 11 березня 2019 року
| №  | Поз. | Нац.                 | Гравець           |
| -- | ---- | -------------------- | ----------------- |
| 1  | ВР   | Туреччина            | Алперен Уйсал     |
| 3  | ЗХ   | Бразилія             | Веллінгтон        |
| 5  | ПЗ   | Туреччина            | Еслем Озтюрк      |
| 7  | ПЗ   | Туреччина            | Алі Дере          |
| 8  | ПЗ   | Туреччина            | Мухсін Йилдирим   |
| 9  | НП   | Туреччина            | Ібрахім Йилмаз    |
| 10 | ПЗ   | Туреччина            | Онур Ергюн        |
| 11 | ПЗ   | Боснія і Герцеговина | Алдін Чайич       |
| 17 | ЗХ   | Камерун              | Патрік Етога      |
| 19 | ПЗ   | Туреччина            | Арфі Моркая       |
| 20 | ПЗ   | Туреччина            | Мухаммед Демірджи |
| 21 | ПЗ   | Туреччина            | Мурат Дуруер      |
| 22 | ВР   | Туреччина            | Емірхан Емір      |
| 24 | ЗХ   | Туреччина            | Шіяр Кепір        |

| №  | Поз. | Нац.      | Гравець                |
| -- | ---- | --------- | ---------------------- |
| 33 | ЗХ   | Туреччина | Духан Аксу             |
| 34 | ЗХ   | Туреччина | Алі Айтемур            |
| 43 | ЗХ   | Туреччина | Абдулла Балікув        |
| 45 | НП   | Сербія    | Славко Перович         |
| 50 | ПЗ   | Гана      | Мухаммед Саммед        |
| 52 | ПЗ   | Туреччина | Бариш Орюджю           |
| 55 | ЗХ   | Туреччина | Онур Урал              |
| 61 | ПЗ   | Туреччина | Асим Хамзачебі         |
| 63 | ПЗ   | Туреччина | Халіль Чолак           |
| 77 | ПЗ   | Туреччина | Халіль Ібрахім Сьонмез |
| 80 | ПЗ   | Туреччина | Горкем Гювен           |
| 90 | ВР   | Туреччина | Умут Кая               |
| 94 | НП   | Мозамбік  | Клезіу Бауке           |